# Antonella Micca
Antonella Micca (née le 31 juillet 1982 à Potenza) est une joueuse italienne de volley-ball. Elle mesure 1,68 m et joue au poste de libero. 

## Clubs
| Club                   | Pays   | De        | À         |
| ---------------------- | ------ | --------- | --------- |
| Asci Potenza           | Italie | 1995-1996 | 1998-1999 |
| Pick Up Potenza        | Italie | 1999-2000 | 2005-2006 |
| Volley Ostuni          | Italie | 2006-2007 | 2006-2007 |
| Asci Potenza           | Italie | 2007-2008 | 2007-2008 |
| Sala Consilina         | Italie | 2008-2009 | 2010-2011 |
| Pallavolo Pontecagnano | Italie | 2011-2012 | 2011-2012 |
| De Gasperi Volley      | Italie | 2012-2013 | 2012-2013 |
| PM Volley Potenza      | Italie | 2013-2014 | …         |